# 张顺昌
张顺昌（？—），男，中华人民共和国政治人物，曾任国有重点大型企业监事会主席。